# Pilzfelsen

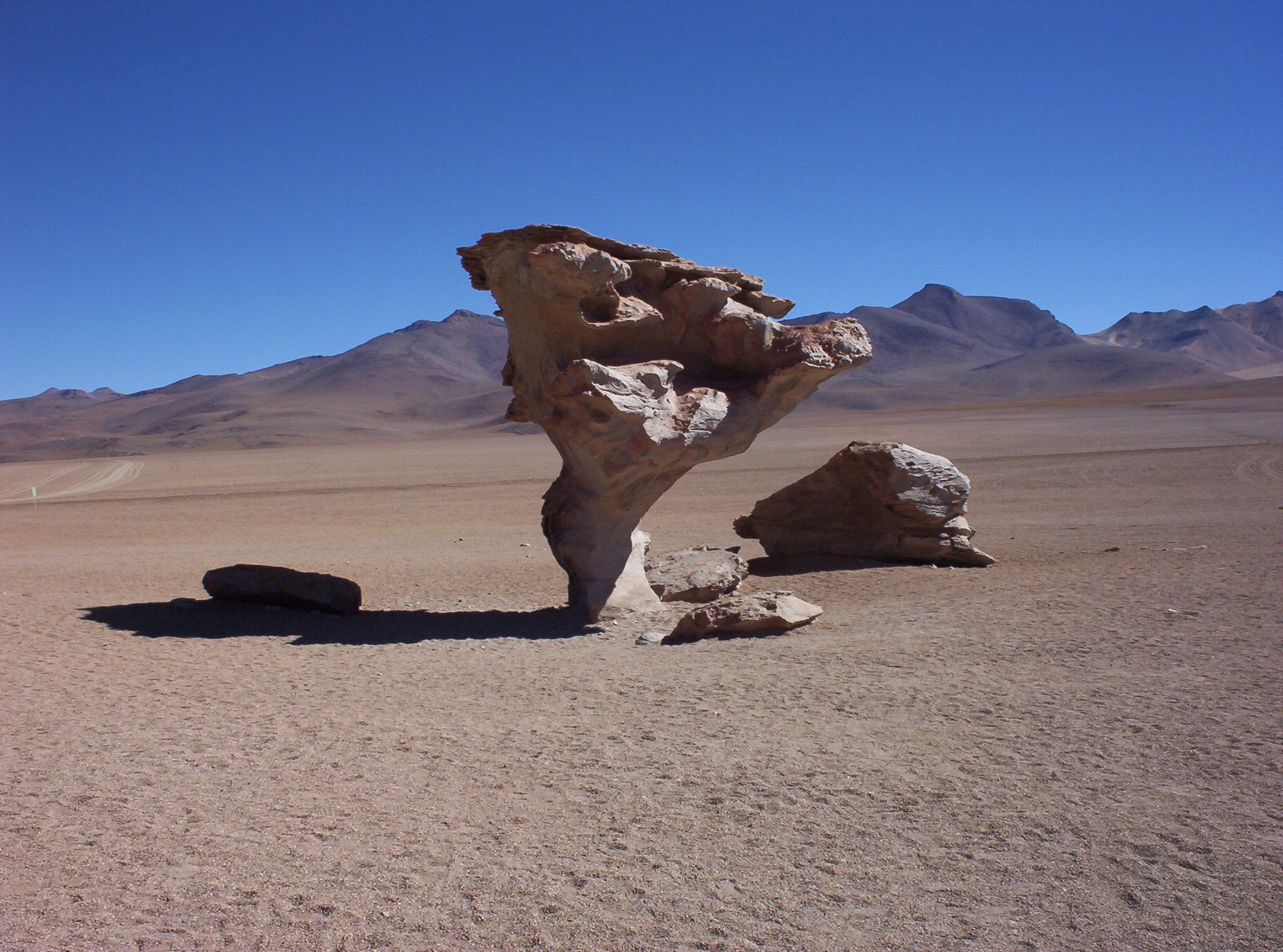
Pilzfelsen in arider Region: Árbol de Piedra im Salar de Uyuni, Bolivien

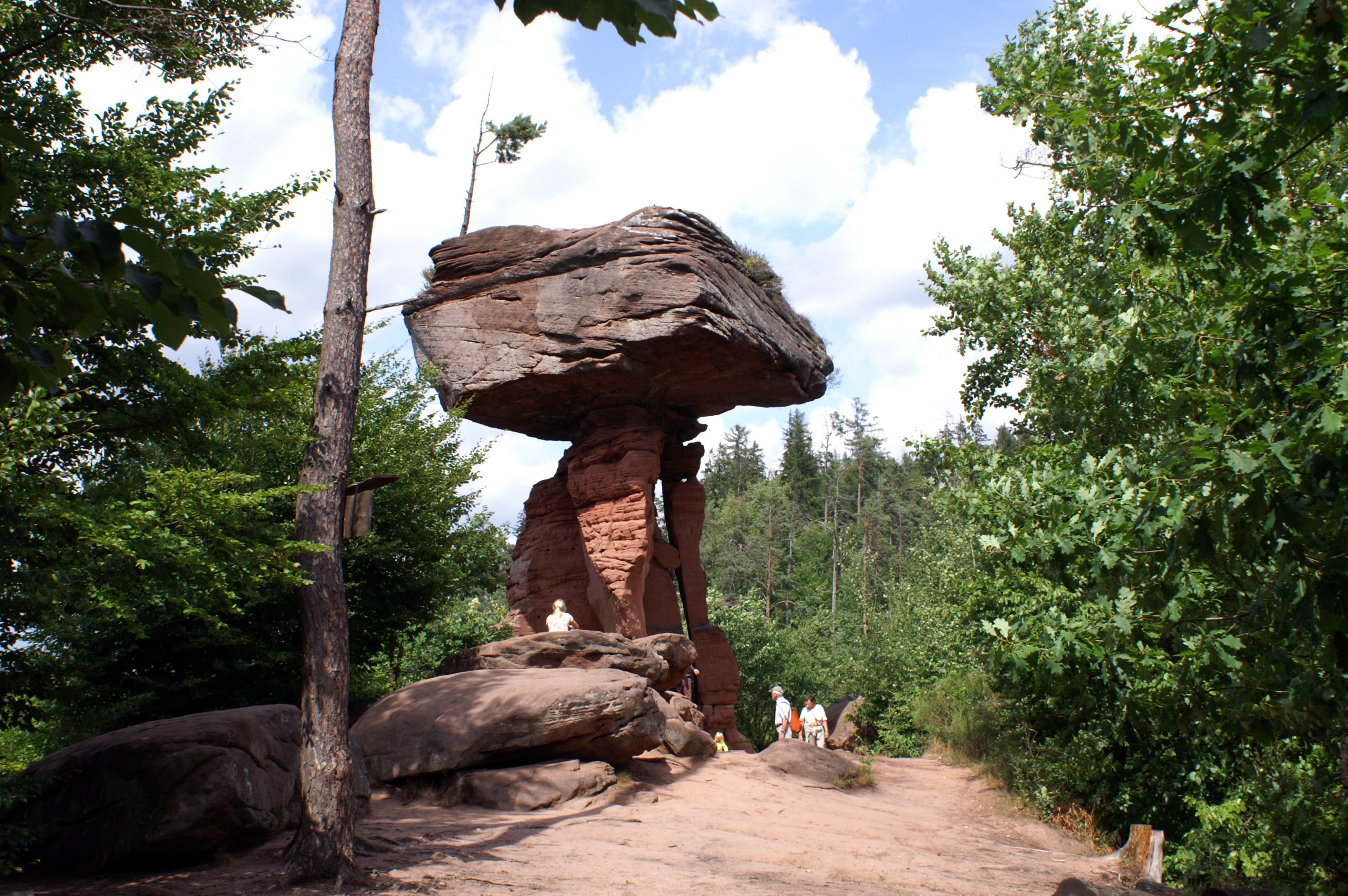
Pilzfelsen in humider Region: Teufelstisch bei Hinterweidenthal, Pfälzerwald

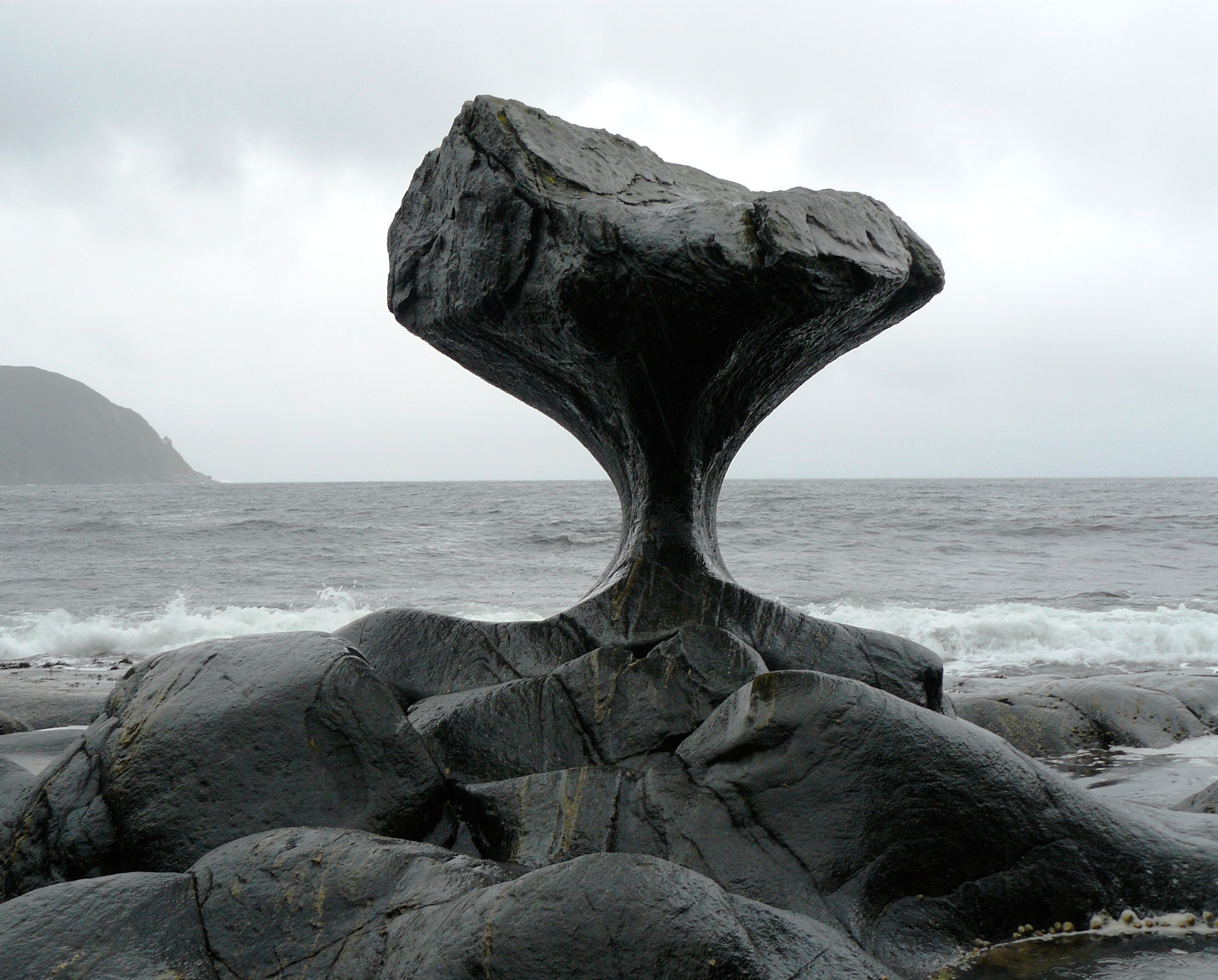
Pilzfelsen an der Küste: Vågsøy, Norwegen

Pilzfelsen sind einzeln stehende Felsen mit schmalem Fuß und breitem Oberteil, die durch unterschiedliche Prozesse unter unterschiedlichen klimatischen Bedingungen entstehen können.

## Entstehung der Form
In aridem Klima entstehen Pilzfelsen durch bodennahen Windschliff (Korrasion): In vegetationsloser Umgebung treten Sandstürme auf, die isoliert stehende Felsen wie ein Sandstrahlgebläse bearbeiten. Die schwereren, größeren, härteren und damit abrasiveren Sandkörner können durch den Wind nicht dauerhaft in Schwebe gehalten werden und bewegen sich deshalb bevorzugt in Bodennähe, wodurch der Felsen dort stärker abgeschliffen wird als weiter oben, wo mehr Gestein – die typische „Pilzkappe“ – erhalten bleibt.
In humidem Klima können Pilzfelsformen infolge unterschiedlicher Verwitterungs- und Erosionsresistenzen im Gestein entstehen. Voraussetzung ist eine von resistentem Gestein überlagerte weniger resistente Schicht in einer einzeln stehenden Klippe. Solche Voraussetzungen sind vor allem in Sedimentgesteinen und vor allem in Siliziklastika gegeben.
Auch fluviatile Erosion und Küstenerosion (infolge der Brandung) können Pilzfelsen erzeugen. Das Prinzip ist dabei das gleiche wie beim Pilzfelsen in ariden Regionen. Das abrasive Medium, das bevorzugt am Fuß des Felsens angreift, ist in diesem Fall jedoch nicht sandbeladener Wind, sondern sand- und kiesbeladenes strömendes Wasser.
Die Form der Pilzfelsen können aber auch durch intensivere Verwitterung in Bodennähe aufgrund der dort länger anhaltenden und höheren Feuchtigkeit entstehen.

## Bekannte Pilzfelsen
- Der Pilzstein bei Gmünd (Niederösterreich), im Walde nahe dem Naturpark Blockheide
- Der Schwammerling bei Rechberg (Oberösterreich)

- Pilzstein in Silberhartschlag bei Bad Leonfelden, Oberösterreich
- Skalne Grzyby im Heuscheuergebirge, Polen

- Kelchstein im Zittauer Gebirge
- Hickelkopf in der Sächsischen Schweiz
- Árbol de Piedra in der Wüste bei Uyuni, Bolivien
- Die Steinerne Agnes im Lattengebirge oberhalb von Hallthurm, Landkreis Berchtesgadener Land
- Stiefel bei Sengscheid (zu St. Ingbert) im saarländischen Saarpfalz-Kreis
- Teufelstisch (Hinterweidenthal), Formation im Dahner Felsenland.